# Miki Itō
Ne doit pas être confondu avec Miki Ito (idol) ou Miki Ito.
Miki Itō (伊藤 美紀, Itō Miki), née Miki Hirano (平野 美紀, Hirano Miki) le 21 octobre 1962 à Tōkyō, est une seiyū.

## Rôles
- Air Gear (Ryo Mimasaka) 2006
- Angel Links (Anne) 1999
- Ashita no Nadja (Savelli, Julietta)
- Aishiteruze Baby (Miki Sakashita)
- Battle Athletes Victory (Jessie Gartland)
- Les Aventures du Bosco (Jenny)
- Bubblegum Crisis (Irene)
- Cardcaptor Sakura (Sonomi Daidouji)
- Crystal Blaze (Monica)
- Dragon Ball GT (C-18)
- Dragon Ball Z Kai (C-18)
- Dragon Ball Z (C-18)
- Dragon Ball Super (C-18)
- Fate/stay night (Taiga Fujimura)
- Gintama (Kujaku Hime Kada)
- Gunnm (Gally)
- Hōzuki no reitetsu (Jigoku Dayu)
- La Fille des enfers (Keiko Yasuda)
- Higurashi no Naku Koro ni (Miyo Takano)
- Jang Geum's Dream (Seo Jang Geum)
- Kamichu! (Akane Hitotsubashi)
- Kimi ga nozomu eien (Ishida Adzusa)
- Magic Knight Rayearth (Nova)
- Maria-sama ga Miteru (Sachiko Ogasawara)
- Mobile Suit Victory Gundam (Lup Cineau)
- Mobile Suit Zeta Gundam (Mineva Lao Zabi)
- Mobile Suit Gundam ZZ (Mineva Lao Zabi)
- Myself ; Yourself (Aoi Oribe's mom)
- Natsume Yūjin-chō (Touko Fujiwara)
- Odin Sphere (Milis)
- Oh My Goddess! (Lind) 2005
- Project A-ko (A-ko)
- Saikano (Fuyumi)
- Sailor Moon (Thetis, Princess Dia, U Bara, Arisu Itsuki)
- Shuffle! (Asa Shigure) 2005
- Sol Bianca (May Jessica)
- Time of Eve (Rina)
- Tales of the Abyss (Legretta the Quick)
- The World God Only Knows (Okada)
- Tokyo Babylon (Hokuto Sumeragi)
- Touka Gettan (Juna & Yumiko Kamiazuma) 2007
- Tsumamigui (Hasuma, Kanae) 2003
- TwinBee (Mint-Herb & Gwinbee)
- Umineko no Naku Koro ni (Eva Ushiromiya, Eva-Beatrice)
- Weiss Kreuz (Schoen)
- Zoku Natsume Yuujinchou (Fujiwara, Touko)